# تپه اثوقاباغی
تپه اثوقاباغی مربوط به دوره اشکانیان - سدهٔ ۴ تا ۶ ه.ق است و در شهرستان گرمی، بخش موران، دهستان اجارود شرقی، روستای شلوه واقع شده و این اثر در تاریخ ۱۲ دی ۱۳۸۶ با شمارهٔ ثبت ۲۰۳۹۱ به‌عنوان یکی از آثار ملی ایران به ثبت رسیده است.